# Andrena cheyennorum
Andrena cheyennorum là một loài Hymenoptera trong họ Andrenidae. Loài này được Viereck & Cockerell mô tả khoa học năm 1914.